# Pośrednik finansowy
Pośrednik finansowy – oznacza każdą instytucję finansową, bez względu na jej formę i strukturę własności, w tym fundusze funduszy, fundusze inwestycji private equity, fundusze inwestycji publicznych, banki, instytucje mikrofinansowe i towarzystwa gwarancyjne.
Jest to szczególny rodzaj podmiotu działającego na rynku finansowym. Jest to przedsiębiorstwo świadczące usługi na rzecz podmiotów dysponujących oszczędnościami (podmioty nadwyżkowe) oraz podmiotów poszukujących funduszy pieniężnych (podmioty deficytowe) niezbędnych do sfinansowanie ich zamierzeń konsumpcyjnych, inwestycyjnych i produkcyjnych. Ich głównym zadaniem jest ułatwianie przepływu funduszy od podmiotów nadwyżkowych do podmiotów deficytowych.

## Cel działalności pośredników finansowych
Przedsiębiorstwa pełniące rolę pośredników finansowych tworzą instrumenty, które z jednej strony umożliwiają podmiotom nadwyżkowym lokowanie posiadanych nadwyżek pieniądza, a z drugiej – umożliwiają podmiotom deficytowym zaciąganie pożyczek pieniężnych.
Dla obu stron transakcji (podmiotów nadwyżkowych i deficytowych) korzystanie z usług pośredników finansowych jest bardziej korzystne, niż gdyby zawierali z sobą bezpośrednio transakcje. Istotne znaczenie ma to, że wolne fundusze mają w większości charakter krótkoterminowy, podczas gdy potrzeby podmiotów deficytowych mają charakter długoterminowy. Można zatem stwierdzić, że instytucje finansowe zaciągają kredyty krótkoterminowe i udzielają kredytów długoterminowych. Proces ten określany jest mianem transformacji terminów zapadalności.

## Aktywa i pasywa
Instytucje finansowe charakteryzują się specyficzną strukturą zarówno aktywów, jak i pasywów.
Aktywa instytucji finansowych mają w zdecydowanej części formę finansową; są roszczeniami w stosunku do różnych grup dłużników: skarbu państwa, władz municypalnych, gospodarstw domowych, przedsiębiorstw niefinansowych oraz innych instytucji finansowych. Udział aktywów rzeczowych, takich jak: zapasy, maszyny i urządzenia, budynki i budowle, grunty, jest niewielki w porównaniu z przedsiębiorstwami produkcyjnymi.
W strukturze pasywów (źródeł finansowania) instytucji finansowych przeważają z kolei zobowiązania. Udział kapitałów własnych w strukturze źródeł finansowania jest niewielki w porównaniu z przedsiębiorstwami niefinansowymi.

## Podział pośredników finansowych
Ogół instytucji finansowych można podzielić na dwie podstawowe grupy:
- instytucje depozytowe (banki),
- instytucje niedepozytowe.